# Auto-Miesse

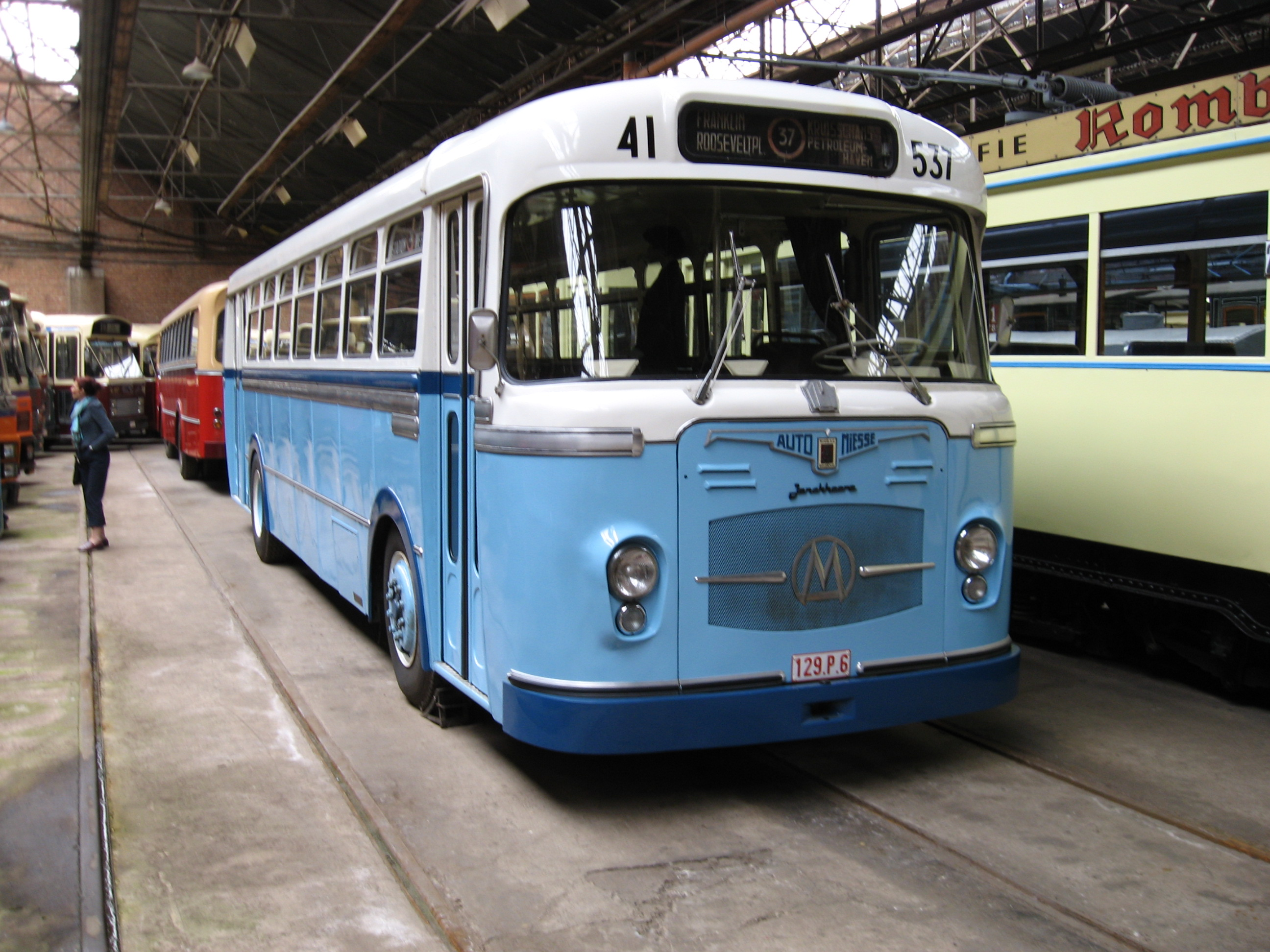
Een bus van Auto-Miesse

Auto-Miesse is een Belgisch vrachtwagenmerk voor vrachtwagens en autobuschassis.
Auto-Miesse kwam voort uit de fusie tussen Miesse en Bollinckx. Het was een Belgische producent van vrachtauto's en autobussen.

## Geschiedenis
Miesse werd in 1900 opgericht en bouwde toen stoomwagens en vrachtwagens. Rond 1925 bracht het bedrijf zijn eerste door een benzinemotor aangedreven vrachtwagen op de markt, met een laadvermogen van 5 ton. In 1926 stopte Miesse definitief met het maken van stoomwagens.

### Fusie
In 1929, na de fusie met Usines Bollinckx, veranderde de naam in Automobiles Miesse et Usines Bollinckx Societé Anonyme. In 1939 werd deze naam ingekort tot Auto-Miesse.

### Dieselmotoren
Vanaf 1932 kreeg Miesse toestemming om dieselmotoren van het merk Gardner te gebruiken in zijn vrachtwagens. Deze motoren kenden meestal een 6 of 8 cilinder uitvoering. Omdat deze motoren meer kracht hadden konden er ook zwaardere vrachtwagens geproduceerd worden. In 1939 werd een vrachtwagen met een laadvermogen van 16 ton in productie genomen. In 1946 werd het zwaarste type in productie genomen, een vrachtwagen met 38 ton laadvermogen.
Na de Tweede Wereldoorlog concentreerde men zich op zware vrachtwagens met motoren van Gardner en later met die van Detroit Diesel en Büssing.
In 1949 werd een montagelijn ingehuldigd van de Nash 'Airflyte' Nash Kelvinator Corporation (VS).

### Terugloop
Vanaf eind 1968 kreeg Auto-Miesse te maken met concurrentie van grotere vrachtwagenmerken en begon de afname erg terug te lopen. In 1972 moest de fabriek haar poorten sluiten en in dat jaar rolde de laatste autobus uit de fabriek.